# Francheville, Rhône
Francheville là một xã thuộc tỉnh Rhône trong vùng Auvergne-Rhône-Alpes phía đông nước Pháp. Xã này nằm ở khu vực có độ cao trung bình 262 mét trên mực nước biển.

## Giáp ranh
- Trong Tổng Lyon:
  - Lyon
- Trong Tổng Tassin-la-Demi-Lune:
  - Tassin-la-Demi-Lune
- Trong Tổng Vaugneray:
  - Brindas và Craponne
- Trong Tổng Sainte-Foy-lès-Lyon:
  - Sainte-Foy-lès-Lyon
- Trong Tổng Saint-Genis-Laval:
  - Chaponost

## Kết nghĩa
- Hanau, Đức
- Loano, Italia